# 오기택
오기택(吳基澤, 1939년 11월 18일~2022년 3월 23일)은 대한민국의 가수이자 아마추어 골퍼였다.

## 생애
오기택은 1939년(호적상 1943년 4월 2일생) 전라남도 해남군 북일면 흥촌리에서 무매독자 외아들로 태어났다. 고향에서 북일초등학교와 해남중학교를 졸업하였고, 3살 때 아버지가 세상을 떠난 데 이어 중학교 때 어머니도 세상을 떠나면서 고향에 계속 살기 어려워지자 서울에 살던 외삼촌의 도움을 받아 상경하여 성동공업고등학교 기계과를 졸업하였다. 동화백화점(현 신세계백화점)에서 고복수가 운영하던 동화예술학원에서 노래를 배우던 중 1961년 제1회 KBS 직장인 콩쿠르에서 1위를 차지한 것이 계기가 되어 가수로 데뷔하였다.
1962년 12월에 발표된 그의 데뷔곡이었던 《영등포의 밤》은 당대 대한민국 사람들의 척박했던 생활상과 가사가 잘 어우러졌다는 평을 들었고, 1966년 남궁원과 엄앵란이 주연한 동명의 영화가 만들어지며 이 영화에 오기택도 함께 출연하면서 큰 인기를 얻었다.
데뷔 직후인 1963년 4월 해병대에 홍보단 사병으로 입대한 오기택은 1965년 전역한 후 1966년 한 해동안 《아빠의 청춘》, 《고향무정》, 《충청도 아줌마》, 《마도로스 박》 등의 곡들을 연이어 히트시키며 빠른 시간에 국민가수로 인기를 누리게 되었다. 1967년에는 부산문화방송 10대 가수상을 수상하는 등 두 차례에 걸쳐 10대 가수상을 수상하였고, 1970년대 들어서는 일본에서 원정 공연을 하기도 하였다.
1975년에는 한국연예협회 이사장 직으로 선임된 데 이어, 1980년 1월 19일에는 연예협회 가수분과위원회 제19회 정기총회에서 가수분과 위원장으로 임명되어 활동하였다.
가수 활동과는 별개로 스포츠에도 관심이 많았던 오기택은 1980년 골프에 처음 입문한 이후 아마추어 골퍼로도 활약하며 제69~71회 전국체육대회에 전남 대표로 출전하여 4차례 메달을 수상하였으며, 1990년에는 싱가포르 렉스오픈 골프 아마추어 부문 1위를 차지하기도 하였다.
1997년 1월 제주도 북제주군(현 제주특별자치도 제주시) 추자면의 무인도에 낚시를 갔다가 뇌출혈로 쓰러져 119 구조대에 의해 서울성모병원으로 이송되어 뇌수술을 받았으나 이후 언어장애와 마비증세가 나타났고, 그러한 상황에서도 1998년에는 앨범을 발표한 바 있다.
2007년 고향인 해남에서 이름을 딴 오기택전국가요제를 개최되었다. 
그러나 2011년 이후 건강이 다시 악화되었다가, 2022년 3월 23일 지병으로 세상을 떠났다.

## 학력
- 1952년 해남북일국민학교 졸업
- 1955년 해남중학교 졸업
- 1958년 성동공업고등학교 기계과 졸업

## 인간 관계
그는 가수 자니 리, 정원, 박일남 등과 절친한 친구 관계이다.

## 기념 사업
서울특별시 영등포구청은 2010년 12월, 영등포 타임스퀘어 문화광장에 오기택의 노래 《영등포의 밤》 노래비를 세우고 그를 초청하여 제막식을 가졌다.

## 가족 관계
- 아버지: 오월봉[8](1913년 4월 29일~1951년 4월 23일)
- 어머니: 주장악(1915~2003)
- 사촌 : 오기수(1921~2006)
- 5촌  : 박우철(오영록,1952~)